# Misumena atrocincta
Misumena atrocincta är en spindelart som beskrevs av Costa 1875. Misumena atrocincta ingår i släktet Misumena och familjen krabbspindlar.
Artens utbredningsområde är Egypten. Inga underarter finns listade i Catalogue of Life.